# هايل الداود
هايل عبد الحفيظ الداود مسؤول وسياسي أردني تقلد عدد من المناصب منها وزير الأوقاف والشؤون والمقدسات الإسلامية الأردني في حكومة عبد الله النسور الثانية في الفترة ما بين 2013-2016. يحمل درجة الدكتوراة في الدراسات الاسلامية، وشغل منصب أمين عام حزب الوسط الاسلامي. وهو متخصص في مجال المعاملات المالية الإسلامية المعاصرة. وهو كاتب في عدد من الصحف اليومية.

## مناصبه
- جامعة الزرقاء الاهلية.[4]
- عمل في وزارة الأوقاف.
- عمل في صندوق الزكاة.
- إماما في القوات المسلحة الأردنية.
- الأمين العام لحزب الوسط الإسلامي.
- رئيس هيئة الرقابة الشرعية في الشركة النموذجية الإسلامية للتمويل الأصغر وشركة المنارة للتأمين اللإسلامي.[5]

## التدريس الجامعي
درّس في عدة جامعات منها جامعة الزرقاء الأهلية وجامعة القصيم في السعودية وجامعة اليرموك.